# Campoplex posticus
Campoplex posticus là một loài tò vò trong họ Ichneumonidae.